# Lilla Länsmannen
Lilla Länsmannen är en ö i Finland. Den ligger i sjön Stora Simi och i kommunen Raseborg i den ekonomiska regionen  Raseborg  och landskapet Nyland, i den södra delen av landet, 80 km väster om huvudstaden Helsingfors. Öns största längd är 20 meter i öst-västlig riktning.